# جيفري لاي
جيفري لاي هو مجدف كندي، ولد في 6 أكتوبر 1969 في أوتاوا في كندا.

## وصلات خارجية
- جيفري لاي على موقع الاتحاد الدولي للتجديف (الإنجليزية)
- جيفري لاي على موقع اللجنة الأولمبية الدولية (الإنجليزية)
- جيفري لاي على موقع أوليمبيديا (الإنجليزية)